# Janet Tashjian
Janet Tashjian (Boston, 19 giugno 1956) è una scrittrice statunitense.
Vive a Needham (Massachusetts) ed è autrice di romanzi per ragazzi.

## Opere
- Tru Confessions (1997)
- Marty Frye, Private Eye
- Multiple Choice
- Il Vangelo secondo Larry (2003)
- Fault Line (2004)
- Vota Larry (2004)
- Larry and the Meaning of Life (2008)

## Adattamenti
Nel 2002 il canale televisivo Disney Channel ha prodotto un film intitolato Tru Confessions, ispirato all'omonimo romanzo di Janet Tashjian. Protagonista della pellicola è Shia LaBeouf.